# Wasilij Iwanow (dyplomata)
Wasilij Iwanowicz Iwanow (ros. Васи́лий Ива́нович Ивано́в; ur. 1905 w Mołwoticach w guberni petersburskiej, zm. w październiku 1989) – radziecki polityk, działacz partyjny, dyplomata.

## Życiorys
W 1923–1924 kształcił się w starorusskim technikum pedagogicznym, w 1924–1929 wykładał socjologię w ujezdnej szkole młodzieży kołchozowej, a 1929–32 studiował w Leningradzkim Państwowym Instytucie Pedagogicznym im. A. Hercena, potem był wykładowcą ekonomii politycznej Leningradzkiego Wydziału Nauki Zaocznej Aktywu Partyjnego.
Od 1928 członek partii komunistycznej, w 1934–36 aspirant Leningradzkiego Instytutu Planowego, w 1936 kierownik Wydziału Kulturowo-Propagandowego Komitetu WKP(b) Leningradzkiego Instytutu Planowego, w 1936–1937 instruktor Nadmorskiego Komitetu Rejonowego WKP(b). Od sierpnia 1937 kierownik Wydziału Partyjnej Propagandy i Agitacji Komitetu Miejskiego WKP(b) w Irkucku, potem do kwietnia 1939 III sekretarz, a od kwietnia 1939 do marca 1940 II sekretarz Komitetu Miejskiego WKP(b) w Irkucku, od marca 1940 do kwietnia 1943 III sekretarz Irkuckiego Komitetu Obwodowego WKP(b). Od 9 kwietnia 1943 do sierpnia 1944 II sekretarz Irkuckiego Komitetu Obwodowego WKP(b), od sierpnia 1944 do 19 listopada 1947 przewodniczący Komitetu Wykonawczego Irkuckiej Rady Obwodowej, od września 1947 instruktor KC WKP(b), od 7 lipca 1949 do 3 marca 1953 przewodniczący Komitetu Wykonawczego Chabarowskiej Rady Obwodowej.
Od 17 stycznia 1953 do 10 czerwca 1955 zastępca przewodniczącego Rady Ministrów RFSRR, od 17 czerwca 1955 do 22 lutego 1957 ambasador nadzwyczajny i pełnomocny ZSRR w Korei Północnej, od 7 marca 1957 do 24 listopada 1960 ambasador nadzwyczajny i pełnomocny ZSRR w Albanii, później pracownik Ministerstwa Spraw Zagranicznych ZSRR, w 1965–1974 szef Departamentu Obsługi Korpusu Dyplomatycznego MSZ ZSRR.